# 圣斯特凡
圣斯特凡（德語：St. Stephan，完整拼写为，德語發音：[zaŋkt ˈʃtɛfan]）是瑞士伯恩州的一个市镇。该市镇总面积为60.9平方千米，截至2018年12月31日总人口为1,339人。